# Nueva Vida, Veracruz
Nueva Vida är en ort i Mexiko.   Den ligger i kommunen Alpatláhuac och delstaten Veracruz, i den sydöstra delen av landet, 210 km öster om huvudstaden Mexico City. Nueva Vida ligger 2 723 meter över havet och antalet invånare är 265.
Terrängen runt Nueva Vida är kuperad österut, men västerut är den bergig. Terrängen runt Nueva Vida sluttar österut. Runt Nueva Vida är det ganska tätbefolkat, med 90 invånare per kvadratkilometer. Närmaste större samhälle är Heroica Coscomatepec de Bravo, 12,0 km öster om Nueva Vida. I omgivningarna runt Nueva Vida växer i huvudsak blandskog.